# Infanterie-Regiment 9 (Wehrmacht)
Das 9. (Preußische) Infanterie-Regiment, auch bekannt als Graf Neun, gehörte zur 3. Infanterie-Division der Reichswehr und später zur 23. Infanterie-Division der Wehrmacht.

## Geschichte
Das Regiment wurde am 1. Oktober 1920 als Bestandteil der Reichswehr der Weimarer Republik in Potsdam aufgestellt. Es unterstand bis zum 14. Oktober 1935 der 3. Division im Wehrkreis III (Berlin).
Das Regiment galt als antirepublikanisch. Wegen des überproportional hohen Anteils von Adligen wurde es als „Graf Neun“ bezeichnet. 1926 löste die Teilnahme Wilhelm Prinz von Preußens, des ältesten Sohns des ehemaligen Kronprinzen, an einem Manöver des Infanterieregiments Nr. 9 Empörung unter den Anhängern der Weimarer Republik aus, die darin eine Fortführung monarchistischer Traditionen und eine Unterwanderung der republikanischen Armee sahen. Reichswehrminister Otto Geßler (DDP), der nicht eingeweiht worden war, zwang daraufhin den Chef der Heeresleitung, Hans von Seeckt, zum Rücktritt.
In den Jahren 1933 bis 1935 war das Regiment für die militärische Ausbildung der Leibstandarte SS Adolf Hitler unter Sepp Dietrich zuständig. Im Zuge der Aufrüstung der Wehrmacht wurde es nach der Einführung der allgemeinen Wehrpflicht zum 1. Oktober 1935 der neu aufgestellten 23. Infanterie-Division unterstellt. Mit diesem Verband ging das Regiment in den Zweiten Weltkrieg.
Das Regiment war beim deutschen Überfall auf Polen innerhalb der Division im Nordabschnitt der Front eingesetzt. Zusammen mit der 3. Panzer-Division erfolgten Kämpfe zur Besetzung des polnischen Korridors zwischen Pommern und Ostpreußen. Danach marschierte das Regiment durch Ostpreußen, um am äußersten östlichen Rand der Front in Richtung Białystok vorzugehen.:S. 86
Im Oktober erfolgte die Verlegung an die Westgrenze Deutschlands in den Raum von Gemünd. Von hier aus ging es am 10. Mai 1940 bei Beginn des Westfeldzugs über die deutsch-luxemburgische Grenze und stieß über Bastogne zur Maas bei Charleville vor. Nachdem die Maas überwunden war, wurde die Aisne bei Rethel erreicht und in der zweiten Phase des Westfeldzuges überschritten. Nach Verfolgungskämpfen in der Champagne wurden Maîche und Montbéliard an der Schweizer Grenze erreicht und die Demarkationslinie gesichert.:S. 86
Schon im September 1940 verlegte das Regiment nach Ostpreußen und verblieb dort bis zu Beginn des deutschen Angriffs auf die Sowjetunion. Im Juni 1941 unterstand es der 4. Armee in der Heeresgruppe Mitte, mit der es in Richtung Narew vorging. Danach nahm es an der Kesselschlacht bei Białystok und Minsk teil und ging weiter in Richtung Beresina vor. Beim deutschen Angriff auf Moskau kämpfte die Division bei Wjasma und Moschaisk. Nach dem gescheiterten Angriff zog sich der Rückzug bis Ende Februar hin.:S. 86–87
Im Juni 1942 verlegte die 23. Infanterie-Division nach Charleroi in Belgien. Dort wurde sie aufgelöst und fast alle Verbände kamen zur neu aufgestellten 26. Panzer-Division. Das Infanterie-Regiment 9 wurde in Panzergrenadier-Regiment 9 umbenannt und das Personal komplett übernommen.:S. 87
Das Regiment galt vielfach als das exklusivste Regiment der Reichswehr bzw. später der Wehrmacht. Von den 29 Stabsoffizieren und Hauptleuten, die 1933 im IR 9 dienten, sind 21 „Neuner-Angehörige“ und Ehemalige als Widerständler aus dem Regiment hervorgegangen. Zu ihnen gehörten unter anderem Henning von Tresckow, Hasso von Boehmer, Axel von dem Bussche, Hans Karl Fritzsche, Ludwig von Hammerstein-Equord, Carl-Hans Graf von Hardenberg, Paul von Hase, Friedrich Karl Klausing, Ewald-Heinrich von Kleist, Georg-Sigismund von Oppen, Kurt von Plettenberg, Albrecht Mertz von Quirnheim, Fritz-Dietlof von der Schulenburg, und Hans-Alexander von Voss.

## Standorte in Potsdam
Das Regiment lag 1939 in folgenden Standorten:
- Regimentsstab, Stab II. Bataillon, 4., 8., 13., 14. Kompanie, Stabskompanie in der Adolf–Hitler–Kaserne in der Pappelallee 8 im Norden Potsdams, dem heutigen Campus der Fachhochschule Potsdam. (Lage)
- Stab I. Bataillon, 1., 2., 3., 9., 11. Kompanie in der SEMPER–TALIS–Kaserne in der Priesterstraße 2–8 (heutige Polizeiinspektion Potsdam in der Henning-von-Tresckow-Straße) (Lage)
- Stab III. Bataillon, 10., 12. Kompanie in der Hindenburg–Kaserne in der Jägerallee 23 (Lage)
- 5., 7., 8. Kompanie in der Jäger–Kaserne in der Jägerallee 10–12 (Lage)

## Gliederung
Das Regiment hatte folgende, für die Wehrmacht typische Gliederung:
- Regimentsstab: Regimentskommandeur, Adjutant, Ordonnanzoffizier, Nachrichtenoffizier, Hauptmann im Stab
  - Stabszug
  - Nachrichtenzug
  - Reiterzug
  - Pionierzug
  - Musik
- 3 Bataillone mit je 3 Infanterie-Kompanien und einer Maschinengewehr-Kompanie
- 1 Infanteriegeschütz-Kompanie (13. Kompanie)
- 1 Panzerjäger-Kompanie (14. Kompanie)

## Kommandeure
- Oberst Friedrich von Taysen 1. Oktober 1920 bis 15. Juni 1921
- Oberst Richard von Pawelsz vom 16. Juni 1921 bis 31. Oktober 1922
- Oberst Friedbert Lademann vom 1. November 1922 bis 31. Januar 1926
- Oberst Kai Meyn vom 1. Februar 1926 bis 31. Januar 1928
- Oberst Wolfgang Fleck vom 1. Februar 1928 bis 31. Januar 1929
- Oberst Hans Feige vom 1. Februar 1929 bis 31. Januar 1931
- Oberst Ewald von Kleist vom 1. Februar bis 31. Dezember 1931
- Oberst Ernst Busch vom 1. Januar 1932 bis 14. Oktober 1935
- Oberst Walther Fischer von Weikersthal vom 15. Oktober 1935 bis 30. September 1936
- Oberst Werner von Gilsa vom 6. Oktober 1936 bis 31. Januar 1941
- Oberst Adolf Raegener vom 15. Februar bis 10. Dezember 1941
- Oberst Kuno Dewitz vom 19. Januar 1942 bis 30. Januar 1944

## Bekannte Regimentsangehörige
- Friedrich Altrichter, Generalleutnant der Wehrmacht und Militärschriftsteller
- Wolf von Baudissin, Generalleutnant in der Bundeswehr, Mitentwickler des Konzepts der Inneren Führung, Friedensforscher
- Philipp von Bismarck, Urgroßneffe des Reichskanzlers, Widerstandskämpfer des 20. Juli 1944, CDU-Bundestagsabgeordneter
- Eberhard von Block (1923–2019), war ein Brigadegeneral des Heeres der Bundeswehr
- Hasso von Boehmer, Widerstandskämpfer des 20. Juli 1944
- Axel von dem Bussche, Widerstandskämpfer des 20. Juli 1944
- Wilhelm Dieckmann, Widerstandskämpfer des 20. Juli 1944
- Jonas zu Eulenburg, Oberst
- Hans Karl Fritzsche, Widerstandskämpfer des 20. Juli 1944
- Ludwig von Hammerstein-Equord, Widerstandskämpfer des 20. Juli 1944, Intendant des RIAS
- Carl-Hans Graf von Hardenberg, Widerstandskämpfer des 20. Juli 1944, Mitbegründer des Hilfswerks 20. Juli 1944
- Paul von Hase, Widerstandskämpfer des 20. Juli 1944
- Friedrich Karl Klausing, Widerstandskämpfer des 20. Juli 1944
- Ewald-Heinrich von Kleist-Schmenzin, Widerstandskämpfer des 20. Juli 1944, Gründer der Münchner Sicherheitskonferenz
- Hans Otfried von Linstow, Widerstandskämpfer des 20. Juli 1944
- Ferdinand von Lüninck, Widerstandskämpfer des 20. Juli 1944
- Ekkehard Maurer, deutscher Manager
- Aribert Mog, deutscher Schauspieler
- Georg-Sigismund von Oppen, Widerstandskämpfer des 20. Juli 1944
- Kurt von Plettenberg, Widerstandskämpfer des 20. Juli 1944, Leiter der Generalverwaltung des vormals regierenden preußischen Königshauses
- Alexis Freiherr von Roenne, Widerstandskämpfer des 20. Juli 1944
- Fritz-Dietlof von der Schulenburg, Widerstandskämpfer des 20. Juli 1944
- Friedrich von Stülpnagel, Oberst i. G. der Bundeswehr, Gewinner der Bronzemedaille bei den Olympischen Sommerspielen 1936 in der 4-mal-400-Meter-Staffel
- Henning von Tresckow, Widerstandskämpfer des 20. Juli 1944
- Hans-Alexander von Voss, Widerstandskämpfer des 20. Juli 1944
- Richard von Weizsäcker, späterer Regierender Bürgermeister von Berlin, danach Bundespräsident
- Achim von Willisen, Forstwissenschaftler und Widerstandskämpfer des 20. Juli 1944
- Kurt Weckmann, Generalleutnant der Wehrmacht, später Präsident der Clausewitz-Gesellschaft und wurde mit dem Bundesverdienstkreuz ausgezeichnet

## Tradition
Die Einheit zeichnete sich dadurch aus, dass ihre Kompanien die Traditionen in Teilen der Garde-Regimenter der Preußischen Armee innehatten:
- 1. Kompanie: 1. Garde-Regiment zu Fuß
- 2. Kompanie: 3. Garde-Regiment zu Fuß
- 3. Kompanie: Füsilier-Regiment „Prinz Heinrich von Preußen“ (Brandenburgisches) Nr. 35
- 4. Kompanie: Preußische Fliegertruppe
- 5. Kompanie: Schloßgarde-Kompanie
- 6. Kompanie: Garde-Jäger-Bataillon
- 7. Kompanie: Infanterie-Regiment „General-Feldmarschall Prinz Friedrich Karl von Preußen“ (8. Brandenburgisches) Nr. 64
- 8. Kompanie: 1. Lothringisches Infanterie-Regiment Nr. 130
- 9. & 12. Kompanie: Kaiser Alexander Garde-Grenadier-Regiment Nr. 1
- 10. Kompanie: 4. Garde-Regiment zu Fuß
- 11. Kompanie: 2. Garde-Regiment zu Fuß
- 13. Kompanie: Schutztruppe für Deutsch-Ostafrika
- Ausbildungs-Bataillon: Lehr-Infanterie-Bataillon